# 奥尔苏瓦地区谢济
奥尔苏瓦地区谢济（法語：Chézy-en-Orxois，法語發音：[ʃezi ɑ̃.n‿ɔʁswa]）是法国上法兰西大区埃纳省的一个市镇，属于蒂耶里堡区。

## 地理
奥尔苏瓦地区谢济（49°7'26"N, 3°10'54"E）面积16.15 平方千米，位于法国上法蘭西大區埃纳省，该省份为法国北部内陆省份，北起北部省，西接索姆省和瓦兹省，东临阿登省和马恩省，西南至塞纳-马恩省，东北部与比利时接壤。
与奥尔苏瓦地区谢济接壤的市镇（或旧市镇、城区）包括：布吕梅斯、达马尔、米隆堡、冈德吕、马科尼、蒙蒂尼拉列、圣让古尔夫、马罗勒。

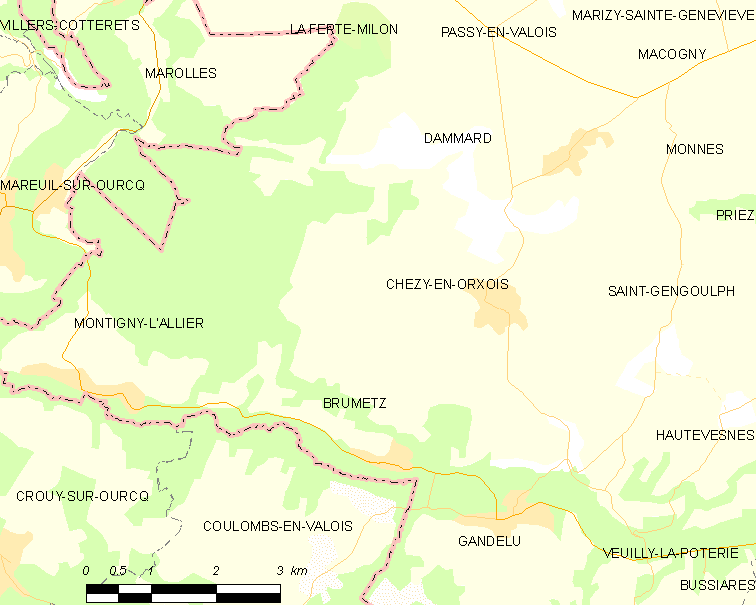
奥尔苏瓦地区谢济的OSM定位图

奥尔苏瓦地区谢济的时区为UTC+01:00、UTC+02:00（夏令时）。

## 行政
奥尔苏瓦地区谢济的邮政编码为02810，INSEE市镇编码为02185。

## 政治
奥尔苏瓦地区谢济所属的省级选区为维莱科特雷县。

## 人口

1962-2008年间奥尔苏瓦地区谢济人口变化图示

奥尔苏瓦地区谢济于2022年1月1日时的人口数量为377人。